# 룸메이트 (2011년 영화)
《룸메이트》(영어: The Roommate)는 2011년 공개된 미국의 심리 스릴러 영화이다. 레이턴 미스터, 밍카 켈리, 캠 지간데이, 더닐 해리스, 맷 랜터, 앨리 미샤카 등이 출연하였다.

## 줄거리
로스앤젤레스 대학교 신입생이 된 세라는 자신과 외모가 꼭 닮은 내성적인 부잣집 딸 리베카를 룸메이트로 맞이한다. 리베카는 세라에게 광적으로 집착하며 둘 사이에 끼어드는 존재들을 몰래 처단하기 시작한다.

## 출연
- 레이턴 미스터 - 리베카 에번스 역
- 밍카 켈리 - 세라 매슈스 역
- 캠 지간데이 - 스티븐 역
- 더닐 해리스 - 아이린 크루 역
- 맷 랜터 - 제이슨 태너 역
- 니나 도브레브 - 마리아 역
- 앨리 미샤카 - 트레이시 롱 역
- 캣 그레이엄 - 킴 존슨 역
- 빌리 제인 - 로버츠 교수 역
- 프랜시스 피셔 - 앨리슨 에번스 역
- 토마스 아라나 - 제프 에번스 역
- 앨릭스 머라즈 - 남성 사교 모임 회원 역
- 네이선 파슨스 - 계산대 직원 역
- 제리카 힌턴

## 기타 제작진
- 협력 제작: 조지 플린
- 배역: 린지 헤이스 크루거
- 의상: 마이아 리버먼